# Wilhelm Ritzenhoff
Wilhelm Ritzenhoff (* 4. Mai 1878 in Borbeck; † 20. Januar 1954 in Neuss) war ein deutscher Leichtathlet und Tauzieher.
Ritzenhoff nahm bei den Olympischen Zwischenspielen 1906 in Athen an Leichtathletik- und Tauziehenwettbewerben teil. Während er im 100-Meter-Lauf, Weitsprung aus dem Stand und Steinstoßen schnell ausschied, erreichte er im Antiken Fünfkampf den dritten Wettbewerb und den 14. Platz. Zusammen mit Wilhelm Born, Willy Dörr, Karl Kaltenbach, Joseph Krämer, Heinrich Rondi, Heinrich Schneidereit und Julius Wagner siegte er im Tauziehen nach einem Finalsieg gegen die gastgebenden Griechen.
Der 1,77 m große Ritzenhoff startete für den MTV Marxloh-Bruckhausen. 